# Андрейченко Семен Семенович
Андре́йченко Семе́н Семе́нович (22 травня 1919, Софіївка — 15 грудня 2011, Київ) — український скульптор; член Спілки радянських художників України з 1960 року.

## Біографічні дані
Народився 22 травня 1919 року у селі Софіївці (нині Криворізький район Дніпропетровської області, Україна). У 1934 році здобув семирічну освіту у селі Запорізькому. У 1939 році закінчив Дніпропетровське художнє училище.
Брав участь у німецько-радянській війні. Воював у стрілецьких військах. Червоноармієць. Нагороджений орденами Червоної Зірки (28 квітня 1945), Вітчизняної війни II ступеня (6 квітня 1945), медалями «За перемогу над Німеччиною у Великій Вітчизняній війні 1941—1945 років» (9 травня 1945), «За відвагу» (28 травня 1945).
1952 року закінчив Київський художній інститут, де навчався, зокрема, у Михайла Лисенка, Олексія Олійника. Член КПРС з 1964 року. Мешкав у Києві в будинку на Русанівській набережній, № 22, квартира № 81, в будинку на вулиці Шовковичній, № 36/7, квартира № 1 та у будинку на вулиці Патріса Лумумби, № 7, квартира № 32.

## Творчість
Працював у галузі станкової та монументальної скульптури. Створив низку пам'ятників Володимиру Леніну, загиблим воїнам, декоративні портрети, статуї робітників та колгоспників. Серед робіт:
скульптурні портрети
- Миколи Щорса (1957);
- робітника Дарницького вагоноремонтного заводу В. Пилиповича (1960);
- Володимира Леніна (1969);
- Платона Майбороди (1978);
- Олександра Пушкіна (1986);
- Леоніда Бикова (1991);
- композитора Климентія Домінчена (1992);
- Тараса Шевченка (1994);

композиції
- «Творець» (1964);
- «Нескорена» (1965);
- «Визволитель» (1968);
- «Ярославна» (1981).

монументальні роботи
- погруддя Михайла Коцюбинського на могилі у Чернігові (1955, бронза, граніт; співавтор Флоріан Коцюбинський, архітектор Яків Ковбаса);
- пам'ятник Володимиру Леніну на площі біля Дарницького вагоноремонтного заводу у Києві (1959, архітектор Ігор Масленков; у лютому 2014 року демонтований та перевезений на зберігання);
- монумент «50 років Радянській владі» в Антрациті (1967, залізобетонна вибивка із міді; співатор Юлій Чуєнко, архітектор Юрій Кисличенко);
- монумент «Слава героям» у Верхньодніпровську (1968, чавун, граніт; архітектор А. Корнєєв);
- композиція «Лісова пісня» у Костополі (1971);
- пам'ятник Володимиру Леніну в Кагарлику (1971, граніт; архітектор Ірфан Шемседінов);
- «Металург» у Воркуті (1978);
- пам'ятник загиблим лікарям у Києві (1984).

З 1960 року брав участь у художніх виставках.